# Glutops medius
Glutops medius is een vliegensoort uit de familie van de Pelecorhynchidae. De wetenschappelijke naam van de soort is voor het eerst geldig gepubliceerd in 1970 door Teskey.